# 崔智映
崔智映（韓語：최지영），韓籍台灣動物保護人士、寵物美容師，臺北市流浪貓保護協會創始人。

## 生平
崔智映因從韓國來台就讀政治大學外交系，而定居於台灣，畢業之後在LG集團工作。她在台灣的菜市場內撿回一隻流浪貓，使她的人生開始轉變，之後陸續收養多隻貓，在工作之餘照料牠們，並與一些愛心媽媽共同餵食街貓。
2006年，崔智映創立臺北市流浪貓保護協會，向民眾推廣TNR的觀念，並救助流浪貓。後來她放棄了高薪工作，全力投入流浪貓保護協會的事務；並考取了寵物美容師執照，在幫助流浪貓的同時經營寵物美容用品店，還創辦了寵物美容學校。
2010年，由於崔智映為臺北市流浪貓保護協會申請的銀行帳號遭網路盜版業者冒用，使她一度被警方通緝；經台北地檢署偵查後予以不起訴處分。

## 外部連結
- 不悔！韓女為流浪貓散盡積蓄——壹電視報導
- 臺北市流浪貓保護協會官網